# 9164 Колберт
9164 Колберт (9164 Colbert) — астероїд головного поясу, відкритий 19 вересня 1987 року.
Тіссеранів параметр щодо Юпітера — 3,178.